# Skoger Station
Skoger Station (Skoger stasjon) var en jernbanestation på Vestfoldbanen, der lå i Drammen kommune i Norge.
Stationen blev åbnet sammen med banen fra Drammen til Larvik 7. december 1881. Oprindeligt hed den Skouger, men den skiftede navn til Skoger i april 1894. Den blev fjernstyret 16. december 1970 og gjort ubemandet 1. januar 1971. Betjeningen med persontog ophørte 3. juni 1973. Stationen blev nedlagt 5. oktober 2001 og omdannet til en blokpost.
Stationsbygningen blev opført efter tegninger af Balthazar Lange. Det var en stationsbygning for mellemstationer af anden klasse ligesom Adal og Stokke. Stationsbygningen blev revet ned i 1989 og pakhuset i 1984.